# Leon Springs
Leon Springs is een gemeenschap zonder rechtspersoonlijkheid in Bexar County, Texas, nu gedeeltelijk binnen de stadsgrenzen van San Antonio.
De regio werd in het midden van de negentiende eeuw bewoond door Duitse immigranten, onder wie John O. Meusebach, George von Plehve en Max Aue. De Aue Stagecoach Inn werd de eerste stop op de Stagecoach-route tussen San Antonio en San Diego.
De gemeenschap kreeg enige bekendheid als de locatie van een officiersopleiding in Camp Bullis. De originele Romano's Macaroni Grill werd opgericht in Leon Springs; het bedrijf sloot dit filiaal echter na de tweede van twee verwoestende overstromingen in juli 2002. Het is ook de locatie van de eerste Rudy's Country Store en Bar-B-Q. De restaurantketen is gemaakt door een afstammeling van stadsoprichter Max Aue, Rudolph Aue. De gemeenschap heeft momenteel twee openbare basisscholen, Leon Springs Elementary en Aue Elementary, evenals baptistische, rooms-katholieke, presbyteriaanse en niet-confessionele kerken.

## Spoorwegen
De San Antonio en Aransas Pass Railway bereikten Leon Springs in 1887. De halte heette oorspronkelijk Aue Station.

## Onderwijs
Bewoners bevinden zich in het Northside Independent School District.
Studenten kunnen naar de volgende scholen:
- Basisschool Leon Springs
- Hector Garcia Middle School en Rawlinson Middle School
- Middelbare school Louis D. Brandeis en Middelbare school Tom C. Clark